# UCI Coupe des Nations Femmes Juniors 2020
Navigation
Édition précédente Édition suivante
L'UCI Coupe des Nations Femmes Juniors 2020 est la cinquième édition de l'UCI Coupe des Nations Femmes Juniors. Elle est réservée aux cyclistes de sélections nationales de moins de 19 ans (U19). Elle est organisée par l'Union cycliste internationale. 
Plusieurs manches sont annulées en raison de la pandémie de Covid-19 et seuls les championnats d'Europe et la Bizkaikoloreak sont organisés.

## Résultats

### Épreuves
| Date            | Épreuve                                          | Pays    | Vainqueur           | Deuxième       | Troisième         | Leader (nations) |
| --------------- | ------------------------------------------------ | ------- | ------------------- | -------------- | ----------------- | ---------------- |
| 24 août         | Championnat d'Europe du contre-la-montre juniors | France  | Elise Uijen         | Maëva Squiban  | Carlotta Cipressi | Pays-Bas         |
| 28 août         | Championnat d'Europe sur route juniors           | France  | Eleonora Gasparrini | Marith Vanhove | Katrijn De Clercq | Italie           |
| 12-13 septembre | Bizkaikoloreak                                   | Espagne | Ines Cantera        | Idoia Eraso    | Marina Garau      | Espagne          |

### Classement par nations
| #  | Pays       | Pts. |
| -- | ---------- | ---- |
| 1  | Espagne    | 42   |
| 2  | France     | 20   |
| 3  | Italie     | 16   |
| 4  | Pays-Bas   | 13   |
| 5  | Belgique   | 10   |
| 6  | Portugal   | 04   |
| 6  | Suisse     | 04   |
| 8  | Allemagne  | 03   |
| 9  | Luxembourg | 02   |
| 10 | Tchéquie   | 01   |
| 10 | Slovaquie  | 01   |